# Prédio Octávio Lobo

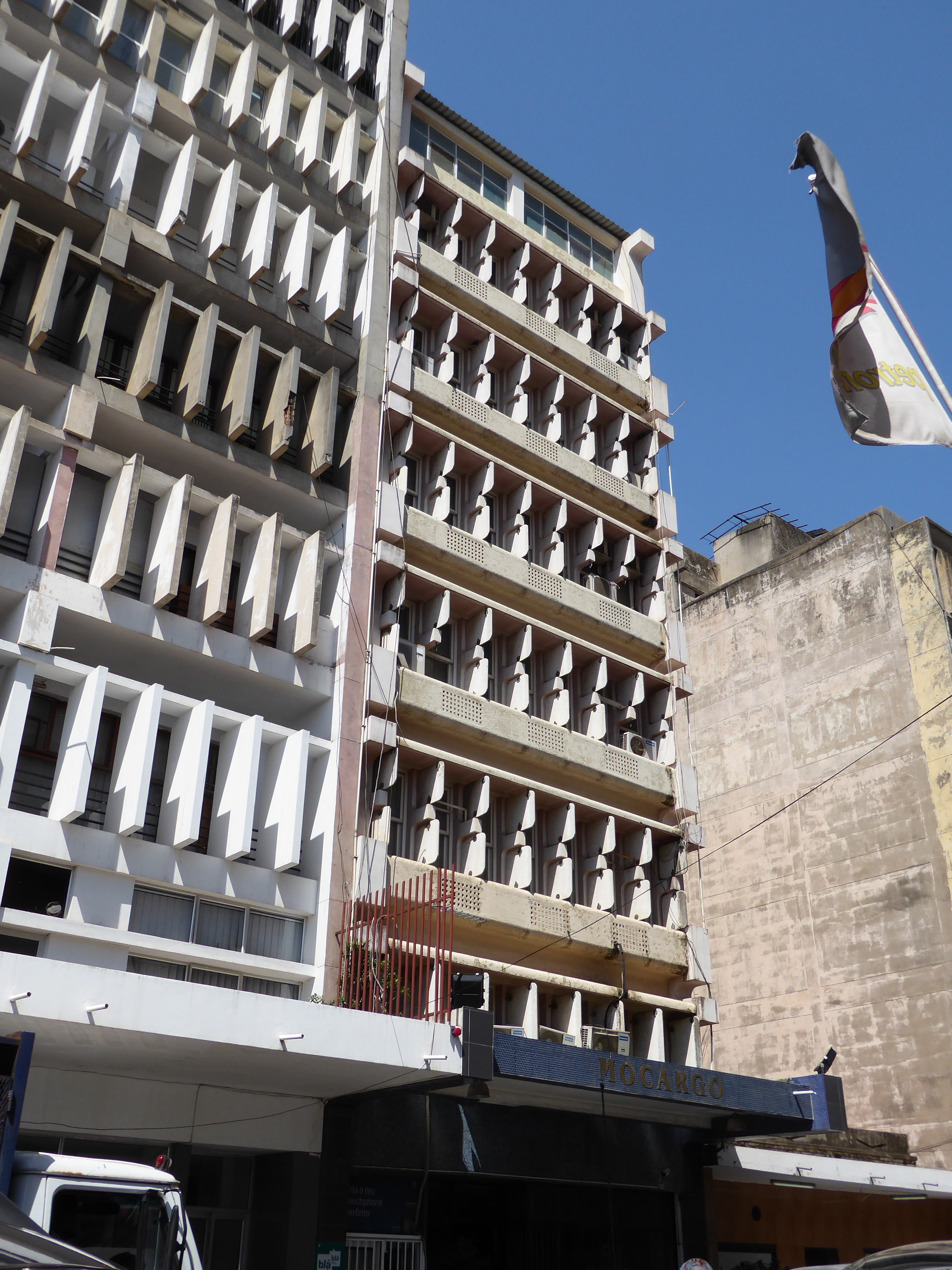
Blick auf das Prédio Octávio Lobo in der Rua Consiglieri Pedroso. Links im Bild ein Teil der Fassade des Nachbargebäudes Prédio Abreu, Santos e Rocha

Das Prédio Octávio Lobo ist ein Bürogebäude in der mosambikanischen Hauptstadt Maputo. Es befindet sich direkt im Zentrum der Stadt in der Rua Consiglieri Pedroso, an der Ecke des Praça dos Trabalhadores. Das Gebäude im modernistischen Stil wurde von Pancho Guedes entworfen und 1967 eröffnet.

## Geschichte

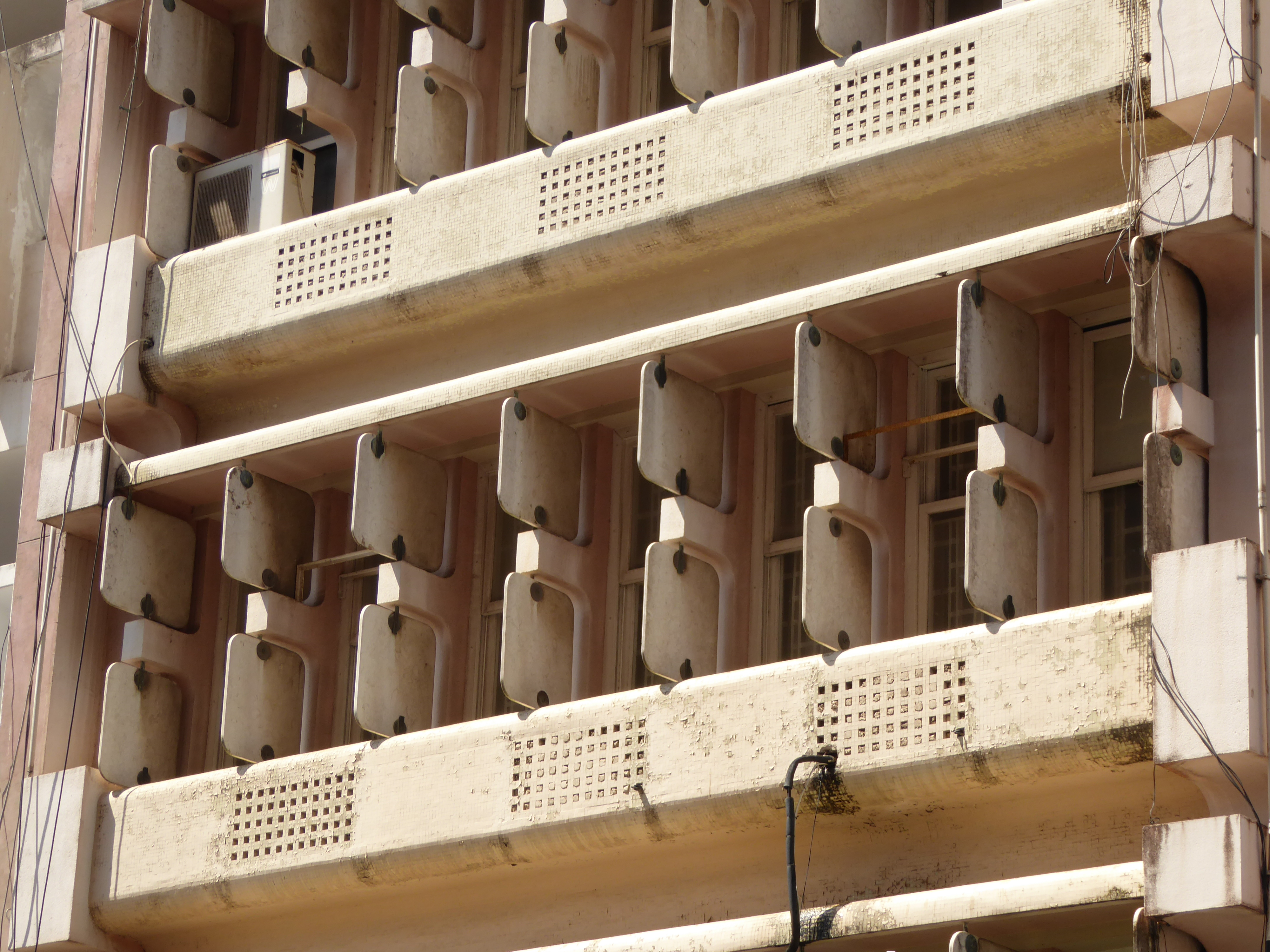
Markante brise soleils (Sonnenschutz) an der Fassade des Gebäudes

Pancho Guedes entwarf aufgrund der Zurückhaltung seitens der Kolonialverwaltung in Mosambik vor allem Gebäude für private Auftraggeber. Octávio Lobo, seinerseits Speditionskaufmann, beauftragte ihn  Anfang der 1960er Jahre mit dem Entwurf eines neuen Bürogebäudes für die Spedition. Guedes entwarf ein sehr schmales, sechsstöckiges Gebäude – direkt neben dem kurz zuvor errichteten Prédio Abreu, Santos e Rocha –, das jedoch sehr weit in das Grundstück hereinreicht. Direkt hinter dem Gebäude selbst entwarf Guedes noch ein einstöckiges Lageranbau. Bei der Fassadengestaltung orientierte sich der Architekt an seinem bereits zuvor ausgeübten, sog. „tropischem“ Architekturstil: Schmale Marmomenteelemente mit bronzefarbenen Halterungen, sogenannte „Brisesoleils“, ermöglichen den Büros einen Sonnenschutz. Die komplette Fassade ist bis heute in einem zarten rosa gehalten.
Das Gebäude wurde 1967 fertiggestellt. Heute residiert das Speditionsunternehmen MoCargo SARL in dem Gebäude. In der portugiesischen Denkmaldatenbank Sistema de Informação para o Património Arquitectónico, die auch Werke ehemaliger portugiesischer Kolonien umfasst, ist es mit der Nummer 31691 eingetragen.